# Гуммерсбах
Гуммерсбах (нем. Gummersbach) — город в Германии, в земле Северный Рейн-Вестфалия.
Подчинён административному округу Кёльн. Входит в состав района Обербергиш. Население составляет 51 309 человек (на 31 декабря 2010 года). Занимает площадь 95,39 км². Официальный код — 05 3 74 012.

## География
Гуммерсбах расположен в историческом и природном регионе Бергишес-Ланд Рейнских Сланцевых гор на юге земли Северный Рейн-Вестфалия. В черте Гуммерсбаха находится вершина Хомерт с абсолютной высотой 518,6 метра над уровнем моря — самая высокая точка Бергишес-Ланд, который характеризуется многочисленными лесами и несколькими озерами. Ближайшие крупные города - Люденшайд на севере, Бергиш-Гладбах на западе, Ремшайд на северо-западе и Зиген на юго-востоке.

## Экономика
В городе располагается компания по производству кранов для производственных цехов Abus.